# Natalie Häpke
Natalie Häpke (* 26. Juli 1871 in Bremen; † 11. September 1923) war eine deutsche Klassische Philologin. Sie veröffentlichte Studien zu den römischen Politikern und Rednern Gaius Sempronius Gracchus und Lucius Licinius Crassus.

## Leben
Natalie Häpke war die Tochter von Ludwig Häpke (1835–1922) und Marie geb. Bauer. Ihr Vater unterrichtete Mathematik und Naturwissenschaften an der Realschule in Bremen und ermöglichte seinen Töchtern die beste Ausbildung, die damals möglich war. Natalie Häpke besuchte die Volksschule und danach die Höhere Töchterschule von H. C. A. Habenicht, wo sie unter anderem Französisch und Englisch lernte. Um ihre Sprachkenntnisse zu verbessern und zu festigen, unternahm sie lange Auslandsreisen, lebte ein Jahr in Lausanne und neun Monate in England. Von dort ging sie 1893 nach Kapstadt in Südafrika und gab dort deutsche Sprachkurse. 1896 kehrte sie nach Bremen zurück. Ab 1899 war sie regelmäßig als Deutschlehrerin in Den Haag tätig.
Gleichzeitig nahm Häpke Privatunterricht in den Fächern Latein, Griechisch und Mathematik, um die allgemeine Hochschulreife zu erlangen. Ein Vorbild war möglicherweise ihre ältere Schwester Marie, die von 1900 bis 1903 in Göttingen studiert hatte und seitdem an einer Mädchenschule in Halberstadt unterrichtete. Im August und September 1907 legte Natalie Häpke die Reifeprüfung am Alten Gymnasium in Bremen ab (als Extraneerin, unter dem Vorsitz des Schulrats Ferdinand Sander). Ihr Studienziel war die Klassische Philologie. Sie nahm ihr Studium im Sommersemester 1908 an der Friedrich-Wilhelms-Universität Berlin auf, wo die Klassische Philologie damals durch die renommierten Professoren Eduard Norden, Hermann Diels und Ulrich von Wilamowitz-Moellendorff sowie die Assistenten Rudolf Helm und Johannes Mewaldt vertreten war. Häpke nahm an den Übungen des philologischen Seminars teil und besuchte außerdem Lehrveranstaltungen bei den Historikern Otto Hintze, Carl Friedrich Lehmann-Haupt und Eduard Meyer, dem Philosophen Alois Riehl, dem Sozialökonomen Gustav von Schmoller, dem Soziologen Georg Simmel und dem Sprachwissenschaftler Wilhelm Schulze.
Nach den zwei intensiven Berliner Semestern wechselte Häpke zum Sommersemester 1909 an die Ludwig-Maximilians-Universität München, wo sie ein ähnlich breites Spektrum von Vorlesungen besuchte wie in Berlin. Neben Vorlesungen der Philosophen Clemens Baeumker und Moritz Geiger, des Nationalökonomen Lujo Brentano, des Pädagogen Friedrich Wilhelm Foerster und des Psychologen Gustav Kafka konzentrierte sie sich jedoch weiterhin auf die Altertumswissenschaften. Sie hörte Sprachwissenschaft bei Wilhelm Streitberg, Archäologie bei Paul Wolters, Alte Geschichte bei Robert von Pöhlmann und ganz besonders Klassische Philologie bei den Professoren Otto Crusius, Albert Rehm und Friedrich Vollmer sowie bei den Privatdozenten Paul Lehmann, Walter F. Otto und Friedrich Zucker.
Zwei Semester verbrachte Häpke an kleineren Universitäten: das Wintersemester 1910/11 in Göttingen, wo sie Vorlesungen und Übungen der Philologen Friedrich Leo, Max Pohlenz und Paul Wendland besuchte sowie des Archäologen Gustav Körte, des Philosophen Edmund Husserl und des Sprachwissenschaftlers Jacob Wackernagel; das Wintersemester 1911/12 in Heidelberg, wo sie die Vorlesungen der Historiker Alfred von Domaszewski und Wilhelm Oncken sowie der Philologen Franz Boll und Fritz Schoell hörte; sie nahm auch an den Übungen des philologischen Seminars teil.
In München schloss Häpke ihr Studium ab. Aus den Seminarübungen bei Crusius, Rehm und Vollmer entstand ihre Doktorarbeit über die Reden des Volkstribunen Gaius Sempronius Gracchus, für die sie durch Vollmers Vermittlung auf die Bestände des Thesaurus Linguae Latinae zurückgreifen konnte. Sie reichte ihre Arbeit, die von Vollmer und Crusius betreut wurde, am 23. Juni 1914 ein und absolvierte einen Monat später, am 23. Juli 1914, das mündliche Examen. Mit der Publikation der Arbeit 1915 wurde sie zum Dr. phil. promoviert. Sie widmete diese Arbeit ihrem Bruder Gustav Häpke (1873–1949), der damals im Ersten Weltkrieg kämpfte.
Da die wissenschaftliche Laufbahn für Frauen damals so gut wie ausgeschlossen war, blieb Häpke nach ihrem Studienabschluss Privatgelehrte. Sie erfuhr dennoch Anerkennung in Fachkreisen, was sich daran erkennen lässt, dass Wilhelm Kroll sie beauftragte, für Paulys Realenzyklopädie der klassischen Altertumswissenschaften einen Artikel über den Redner Lucius Licinius Crassus zu verfassen. Damals war Häpke bereits gesundheitlich sehr geschwächt. Kurz nachdem sie die letzte Korrektur des Artikels gelesen hatte, starb sie am 11. September 1923 im Alter von 52 Jahren.

## Schriften (Auswahl)
- C. Semproni Gracchi oratoris Romani fragmenta collecta et illustrata. München 1915 (Dissertation)
- Licinius 55. In: Paulys Realencyclopädie der classischen Altertumswissenschaft (RE). Band XIII,1, Stuttgart 1926, Sp. 252–267.